# Штёкльвайнгартен
Штёкльвайнгартен (нем. Stöcklweingarten) — населённый пункт (нем. Ortschaft) в Австрии, в политическом округе Филлах-Ланд федеральной земли Каринтия.